# Roberto Rosetti
Roberto Rosetti (Turim, 18 de setembro de 1967) é um ex-árbitro de futebol italiano.
Fisioterapeuta e gerente de hospital com 1,90 m de altura e 84 kg, Roberto Rosetti foi árbitro da FIFA desde janeiro de 2002. Sua primeira partida internacional foi em 11 de janeiro de 2002 entre Tunísia x Camarões.
Participou da Copa das Confederações de 2005, Eliminatórias da Copa do Mundo FIFA de 2006 e 2010, Campeonato Mundial de Futebol Sub-20 de 2003 e 2009 e desde 2006 da Liga dos Campeões da UEFA.
Arbitrou as finais do Mundial Sub-20 em 2003 e da Euro 2008 entre Espanha e Alemanha.

## Copa do Mundo
Participou da Copa do Mundo FIFA 2006 e mediou quatro partidas: México 3x1 Irã - 1ª. fase, Argentina 6x0 Sérvia e Montenegro - 1ª. fase, Paraguai 2x0 Trinidad e Tobago e França 3x1 Espanha nas oitavas-de-final.
Selecionado para participar da Copa do Mundo FIFA 2010, juntamente com os assistentes e compatriotas Paolo Calcagno e Stefano Ayroldi, teve atuação polêmica. No jogo pelas oitavas de final entre Argentina e México, ao validar gol em impedimento marcado por Carlos Tévez para a Argentina, prejudicando o time mexicano.